# あがりこ大王

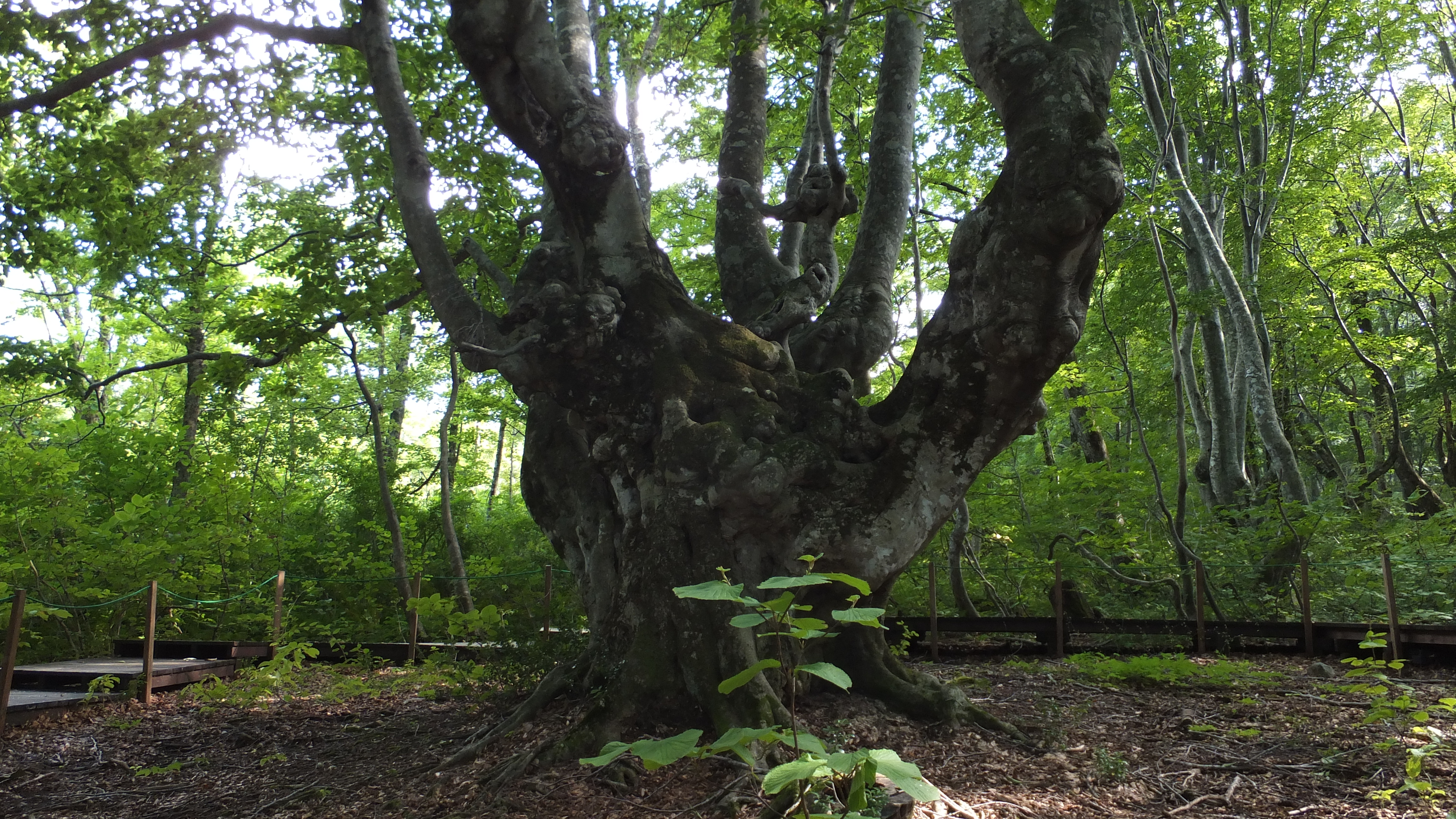
あがりこ大王

あがりこ大王（あがりこだいおう）は、秋田県にかほ市象潟町横岡字中島台にあるブナの巨樹。

## 概要
鳥海国定公園、鳥海自然休養林内の鳥海山北麓の中島台レクリエーションの森内にある。
鳥海山麓北側の中島台一帯に多く見られるブナの奇形木としては最大級のものである。奇形の原因は定かではないが、付近に炭窯跡が多く見つかっていることから、雪上で伐採された幹から萌芽したためとする説が有力視されていて、幹が上がったところで子に分かれていることから「あがりこ大王」と命名された。

## 樹齢等
- 幹周:7.62m
- 樹高:25m
- 樹齢:300年以上（推定）[1]

## 所在地
- 〒018-0151 秋田県にかほ市象潟町横岡字中島台国有林[1]

## アクセス
- 羽越本線上浜駅から車で40分